# Ригоза (Бергамо)
Ригоза је насеље у Италији у округу Бергамо, региону Ломбардија.
Према процени из 2011. у насељу је живело 308 становника. Насеље се налази на надморској висини од 668 м.